# Bathyphantes ohlerti
Bathyphantes ohlerti là một loài nhện trong họ Linyphiidae.
Loài này thuộc chi Bathyphantes. Bathyphantes ohlerti được Eugène Simon miêu tả năm 1884.